# Alopecurus hitchcockii
Alopecurus hitchcockii är en gräsart som beskrevs av Parodi. Alopecurus hitchcockii ingår i släktet kavlen, och familjen gräs. Inga underarter finns listade i Catalogue of Life.